# Цунаде
Цунаде (на японски: 綱手, в превод: котвено въже) е измислена героиня от манга анимацията Наруто. Тя е част от Трите легендарни нинджи на Коноха, по-познати като Тримата Легендарни Саннини (на японски: 伝説の三忍 Денсецу но Саннин) – Цунаде, Орочимару и Джирайя. Цунаде харесва своят съотборник Джирайя и е добра приятелка с Наруто. Родена е в клана Сенджу, като многопочитаната внучка на Първия Хокаге, племенницата на Втория Хокаге и една от най-обещаващите ученички на Третия Хокаге, а нейният съотборник Джирайя е бил учител на Четвъртия Хокаге. Заради многото ѝ връзки с Хокагетата е било повече от предвидимо, че един ден тя самата ще стане Хокаге и ще управлява Коноха.
Запазена марка на Цунаде е джуцуто „Унищожителна сила“, произлизащо от отличния ѝ контрол на чакрата. Когато събере определено количество чакра в някоя част на тялото си (най-често в крака си), Цунаде може, буквално, да направи на парчета определен обект при дори най-лекия контакт с него. Показвано е, че дори и само един пръст ѝ е повече от достатъчен. Освен това тя е силно надарена нинджа-лечител. Комбинацията от двете умения ѝ позволява да използва почти мигновена форма на регенерация. Тази регенерация се извършва чрез освобождаването на печата Ин, който представлява малък лилав ромб, разположен на челото ѝ. Щом го освободи, всичката кръв, плът и енергия, която е загубила в рамките на 2 години преди използването му (тя може да избере кога точно, но 2 години е максималното количество време), автоматично се възстановява, сякаш самата тя се ражда отново. Използването на печатът, обаче, не остава безнаказано, понеже той е един от 20-те Забранени печата. Цената, която тя плаща, за да го използва, е че той скъсява живота ѝ в зависимост от това, колко от енергията на чакрата му е използвала (понеже той е съставен от толкова много чакра, че може да има своя собствена, въпреки че не е живо същество) и ако използва цялата наведнъж, би умряла след не повече от седмица. Такава смърт би била неизбежна, тъй като последиците от печата са необратими.
Като нейна господарка, Цунаде може да призове Кацуя (на японски: カツユ), Кралицата на Охлювите. Кацуя разполага с редица умения, на които господарката ѝ няма еквивалент – киселинна плюнка и репликация. В епизодите по-нататък Цунаде взима Сакура Харуно за своя ученичка и я прави ниджа-лечител. Научава я и на техниката „Унищожителна сила“, която сама е изобретила.
Цунаде е претърпяла много загуби, като първо умира брат ѝ Наваки. Неговата мечта е била да стане Хокаге, бил е много палав и буен. Цунаде му подарява един медальон-кристал, който ѝ подарък от Първия Хокаге. Брат ѝ умира като се опитва мечтата му да стане реалност. Орочимару намира мъртвото му тяло и след като двама очевидци му обясняват какво е станало, извиква Цуанде и Джирайя. Разказва им какво се е случило, и връща медальона на Цунаде. Не след дълго Цунаде среща човек на име Дан и разбира, че неговата мечта също е да стане Хокаге. Винаги, когато го погледне, Цунаде си спомня за брат си. Така тя става много близка с този неин приятел и му подарява медальона-кристал, като е решила, че той ще принадлежи на най-скъпите хора за нея. След време обаче той бива ранен тежко по време на война и тя не успява да излекува раните му. Взима медальона от него за да го даде на друг за нея скъп човек, но оттогава Цунаде вярва, че мечтата на някой да стане Хокаге е безсмислена и ще доведе до смъртта му. След много време Цунаде вижда брат си и Дан в Наруто. Тя се опитва да му обясни, че мечтата му е безсмислена, но Наруто никога не се предава. При битката с Орочимару, Наруто едва не загубва живота си, за да спаси Цунаде. Цунаде не можеше да спаси Наруто с лечебната си сила. Тогава сълзата ѝ падна върху печата (който се намира на корема на Наруто) и той се събуди, но не можеше да се движи. Цунаде му даде медальона-кристал, който ѝ беше наследство от дядо ѝ – Първият Хокаге ѝ даде всичко от себе си, за да не загуби и Наруто. Битката, която тя води с Орочимару е дълга и изтощителна, но успява да го победи. След като му нанася фатален удар, и си мисли, че всичко окончателно е приключило, Орочимару става от земята, сякаш му няма нищо, като изключим факта, че е изключително изтощен от битката. Тогава разкрива, че се е криел в друго, „откраднато“ от него тяло, разположено точно върху истинското му. Нарича техниката си ключ към „безсмъртието“ и обяснява на Цунаде, че фаталните удари, които тя му е нанесла, са повредили чуждото тяло, а не неговото собствено. След това той и верният му слуга, Кабуто Якуши, използват транспортиращо джуцу и успяват да избягат.
Цунаде е на 51 години, но използва вид джуцу за да промени външния си вид като така изглежда като 20-годишна жена, нещо което според Наруто е „да си жива лъжа“.
След като е провъзгласена за 5-и Хокаге на Коноха, Цунаде прекарва по-голямата част от сериите седейки в офиса си и давайки мисии на другите нинджи. По време на нейното управление Коноха достига най-високото икономическо ниво от 5-те Велики Шиноби Нации, както и съюз със Суна. Икономическия и културен разцвет в селото се дължат на факта, че въпреки че е един от най-опитните бойци в историята на нинджа-света, Цунаде винаги предпочита дипломацията пред военните действия. Нейните политически умения печелят на Коноха много повече съюзници и много по-малко врагове. Управлението ѝ понякога е наричано „3-те години на мира“ или „Мирния разцвет“, поради факта, че Коноха не води почти никакви сражения и кръвопролитията са значително намалени.
Когато Пейн напада селото, Цунаде призовава Кацуя и още няколко от Охлювите и ги моли за помощ. Нарежда им да се клонират и да покрият с телата си всички в селото. Тогава изпраща няколко патрула да забавят Пейн, но Конан бързо ги побеждава и заедно с Пейн достигат центъра на селото, откъдето той изпраща гинантска експлозия, която унищожава цялото село. За негова изненада, той открива, че единствено е срутил сградите, но че жителите на селото са непокътнати, с изключение на някои, които той и Конан са убили по-рано. Това става, защото, щом Катсуя и другите Охлюви покрили с телата си жителите на Коноха им усигорили непробиваема защита, а Цунаде заредила кожата им с чакрата си, излекувала наранените и, освобождавайки Ин печатът си е съживила малка част от мъртвите (понеже чакрата ѝ не е била достатъчна, за да съживи всички), като е регинериала клетките им. Тогава един от Пътищата на Пейн – Азура, призовава огромен чакра-меч и я напада. Цунаде се приготвя да избегне атаката му, но точно преди да успее да се мръдне, Наруто се появява, скача на гърба на Пътя, и го унищожава с Расенганът си. Казва на Цунаде да отведе всички останали нинджи на страна и да не допуска никой друг да се присъединява към битката, защото иска сам да се оправя с Пейн. Цунаде се съгласява, отвежда останалите извън обсега на бойното поле, след което пада на земята, изтощена и използвала по-голямата част от чакрата си. Дълго време тя е в кома и заместникът ѝ – Данзо, управлява на нейно място. Не е избран 6-и Хокаге, защото Цунаде е само временно неспособна да управлява. Няколко седмици по-късно тя се събужда и отново завзема управлението над Коноха.
Когато Мадара Учиха разкрива намеренията си, 5-те Велики Шиноби Нации се обединяват, формирайки военен съюз, тъй като разбират, че войната ще е неизбежна. Цунаде проверява какво ниво са достигнали уменията на най-обещаващата ѝ ученичка – Сакура Харуно, след което я прави капитан на нинджа-патрул 24.
Цунаде има права руса коса, която държи вързана в долната част на главата си на две дълги, спускащи се отзад опашки. Кожата ѝ е светла, а очите ѝ са кафяви. Изглежда изключително млада за възрастта си. Единствената причина, поради която Джирая я смята за привлекателна, е големият ѝ бюст. Обикновено ходи облечена в много късо светлосиво кимоно без ръкави, тъмносини панталон и колан, черни кожени сандали с висок ток и дълго тъмнозелено палто. Ноктите на ръцете и краката ѝ са лакирани в червено. На гърба на палтото ѝ има малък червен кръг в който е сложено канджито (японски знак, използван за букви, срички, понякога дори думи и изречения и т.н.) за „хазард“, понеже да играе на карти е любимото ѝ занимание. Тя обаче често губи, поради ужасния си късмет и така е пропиляла много пари. Много лесно се ядосва и е изключително строг учител, но винаги е готова да направи всичко за тези, които обича. Рядко крие сълзите си, както е показано, когато Фукасаку ѝ съобщава за трагичната участ на Джирайя.